# Anargyros Kampetsis
Anargyros „Argyris“ Kampetsis (griechisch Ανάργυρος «Αργύρης» Καμπετσής, * 6. Mai 1999 in Athen) ist ein griechischer Fußballspieler.

## Karriere

### Verein
Kampetsis begann seine Laufbahn im Alter von sechs Jahren bei Aris Petroupolis, einem Amateurverein aus dem gleichnamigen nordwestlichen Vororts von Athen. Weitere Stationen in seiner Jugend waren die Mannschaften von AEK Athen und Olympiakos Piräus.
2017 wechselte er zur zweiten Herrenmannschaft von Borussia Dortmund, wo er einen Vierjahresvertrag erhielt. Bei der Borussia kam Kampetsis in der Fußball-Regionalliga West auf insgesamt 14 Einsätze und belegte am Ende der Saison 2017/18 mit seinem Verein den vierten Tabellenplatz. Zu drei weiteren Einsätzen für Dortmund kam er in der UEFA Youth League.
2018 wechselte er zu Panathinaikos Athen. Seinen ersten Profieinsatz hatte Kampetsis am 1. September 2018 im Rahmen eines Meisterschaftsspiels gegen PAS Lamia, welches Panathinaikos mit 3:1 gewinnen konnte. Kampetsis wurde zur Halbzeit eingewechselt und gab die Vorlage zum zweiten Treffer für Panathinaikos.
Zur Saison 2021/22 wurde er an Willem II Tilburg in die Eredivisie verliehen. 2022 kehrte er in seine Heimatstadt zu Panathinaikos zurück.

### Nationalmannschaft
Kampetsis durchlief mehrere Nachwuchsmannschaften Griechenlands. In insgesamt 43 Länderspielen erzielte er 11 Tore.